# Castel Film Romania
Castel Film Romania est un studio de cinéma et une société de production roumains créés en 1991 par le producteur de films roumain Vlad Păunescu et le producteur hollywoodien Charles Band.

## Présentation
De nombreux films Full Moon (ro) ont été créés à Castel Film, notamment la série Josh Kirby, Trancers 4, La Ville fantôme et Hideous.
Depuis leur création en 1992, Castel Film Studios est devenu l'un des studios de cinéma les plus importants d'Europe centrale et orientale.
Castel Film a produit plus de 350 films, dont Retour à Cold Mountain, la série télévisée softcore Life on Top et La Nonne.
Certains des partenaires de Castle Film sont : Warner Bros, Paramount, Miramax, Focus Features, Sony Pictures, Beacon, HBO, Dimension Films, ABC Network, Section Eight, USA Network, Kushner-Locke, Trimark Pictures, Full Moon Entertainment, Granada Media., BOX TV, Esqwad, JLA Production, Les Productions du Trésor, Raphael Films, Noé Productions.

## Liste de films
- 1999 : Génial Génie (The Incredible Genie), téléfilm d'Alexander Cassini
- 2002 : Sherlock : La Marque du diable (Sherlock: Case of Evil) de Graham Theakston
- 2003 : Dracula II : Ascension (Dracula II: Ascension) de Patrick Lussier
- 2004 : Le Fils de Chucky (Seed of Chucky) de Don Mancini
- 2005 : Hellraiser: Hellworld  de Rick Bota
- 2005 : Hellraiser: Deader  de Rick Bota
- 2005 : Dracula III : Legacy (Dracula III: Legacy) de Patrick Lussier
- 2005 : Nuclear Target (The Marksman) de Marcus Adams
- 2006 : Ils (Ei atacă) de David Moreau et Xavier Palud
- 2006 : Pulse (Impuls ucigaș) de Jim Sonzero
- 2006 : The Detonator (Detonatorul) de Po-Chih Leong
- 2008 : Mirrors (Mirrors) d'Alexandre Aja
- 2008 : Anaconda 3 : L'Héritier (Anaconda: Offspring) de Don E. FauntLeRoy
- 2008 : Adam Resurrected (Viață pentru viață) de Paul Schrader
- 2008 : Flu Bird Horror (en)  de Leigh Scott
- 2009 : Anacondas 4 : La Piste du sang (Anacondas: Trail of Blood) de Don E. FauntLeRoy
- 2012 : Ghost Rider 2 : L'Esprit de vengeance (Ghost Rider: Spirit of Vengeance) de Mark Neveldine et Brian Taylor
- 2013 : Dead in Tombstone  de Roel Reiné  (production : Mike Elliott)
- 2013 : Fright Night 2: New Blood (Noaptea fricii 2) d'Eduardo Rodriguez
- 2013 : Walking with the Enemy (Printre inamici) de Mark Schmidt
- 2014 : La Sentinelle (Dying of the Light) de Paul Schrader
- 2014 : Queen and Country (Pentru regină și țară) de John Boorman
- 2015 : Cœur de dragon 3 : La Malédiction du sorcier (Dragonheart 3: The Sorcerer's Curse) de Colin Teague
- [2015 : Le Roi Scorpion 4 : La Quête du pouvoir (The Scorpion King: The Lost Throne) de Mike Elliott
- 2017 : Seven Sisters (What happened to Monday?) de Tommy Wirkola
- 2017 : Dragonheart : La Bataille du cœur de feu (Dragonheart 4) de Patrik Syversen
- 2017 : The Crucifixion (Cronicile fricii) de Xavier Gens
- 2017 : A Christmas Prince (A Christmas Prince) d'Alex Zamm
- 2017 : Cartels  (Cartels) de Keoni Waxman
- 2018 : La Nonne (The Nun) de Corin Hardy
- 2023 : The Gray House (en) de Roland Joffé
- 2023 : Paris Christmas Waltz de Michael Damian